# غوردون دالاس
غوردون دالاس (بالإنجليزية: Gordon Dallas)‏ (13 فبراير 1959 بديربان في جنوب أفريقيا - ) هو لاعب كرة قدم أمريكي في مركز الدفاع. لعب مع نادي غوادالاخارا (نادي كرة قدم) وفورت لودردايل سترايكرز.

## وصلات خارجية
- غوردون دالاس على موقع قاعدة بيانات كرة القدم.إي يو (الإنجليزية)